# Escultura de Mercuri
L'Escultura de Mercuri és una obra de Tarragona protegida com a Bé Cultural d'Interès Local.

## Descripció
Estàtua del déu romà Mercuri, col·locada el 1866 i obra de Bernat Verderol. Aquesta es va malmetre. Finalment, l'Ajuntament va encarregar a Salvador Martorell la realització d'una nova escultura que es va col·locar el 1959. Aquesta fou novament substituïda per una de nova el 1993.